# Nyctemera angulata
Nyctemera angulata là một loài bướm đêm thuộc phân họ Arctiinae, họ Erebidae.